# Ahomské království
Ahomské království neboli království Ahom (asámsky আহোম), také ásámské království, byl pozdně středověký státní útvar v údolí Brahmaputry v severovýchodní Indii, na území současného indického státu Ásám. Středověký Ahom navázal na starší království Kamarupa a po celou dobu jeho existence mu vládla místní ahomská dynastie. Hlavní město Ahomu se několikrát změnilo, posledním centrem království se na konci 18. století stal Džórhát. V 17. století se v království rozšířil hinduismus. Království Ahom se neúspěšně pokoušela zabrat sousední Mughalská říše. V letech 1821 až 1825 ovládla Ásám Barma a poté Britská Východoindická společnost, která ho připojila k Bengálské prezidencii, čímž původní království přestalo existovat.

## Galerie

mapy:
Poloha současného Ásámu, severovýchodního státu v Indii
Expanze království Ahomu v údolí Brahmaputry